# Popis (album)
Popis je naziv prvog kompilacijskog albuma beogradskog muzičkog sastava Kanda, Kodža i Nebojša. Album je najavljen 12. marta 2020. godine, a izdat je 19. juna 2020. godine, u izdavačkoj kući Mascom.
Album je izdat na CD-u i na gramofonskoj ploči.
Na albumu se nalaze rearanžirane pesme sa prethodnih albuma grupe.

## Produkcija
Kompletan album je snimljen za tri dana. Kao i za prethodni album, Uskoro, i pesme za ovaj album su snimljene jednovremenim snimanjem celog benda.
Frontmen Oliver Nektarijević izjavio je da snimanje ovog albuma nije bilo unapred planirano, već da je nadahnuće za rearanžiranje došlo nakon preslušavanja snimaka koncertnih nastupa benda, i željom da se naprave kvalitetniji snimci izvornih pesama.
| „                     | Neke od [pesama] ne spadaju u naše, kako ste rekli - „najčuvenije”, nego su se našle na albumu zato što smo želeli da ih „popravimo”, nezadovoljni njihovim prvobitnim zvukom, razočarani time kako su ispale na albumima. S jedne strane mi je drago što smo se toliko približili zvuku koji smo tražili, s druge mi je žao što to nismo uspeli da uradimo ranije. | ” |
| — Oliver Nektarijević | |   |

Na omotu albuma je fotografija izloga prodavnice bombona u Ulici Gavrila Principa u Beogradu. Gramofonske ploče su izrađene u beloj, odnosno crnoj boji, dok CD-ovi nose motiv sa omota.
U oktobru 2020. godine najavljeno je drugo izdanje albuma na gramofonskoj ploči.

## Promocija
Marta 2020. godine objavljen je video-spot za pesmu Tajne letenja, a nešto kasnije i spot za pesmu Šafl.
Gitarista Nenad Pejović je najavio brojne koncertne nastupe, kao i veliki koncert u Beogradu u jesen 2020.

## Ocene kritike
Dragan Ambrozić, programski urednik Doma omladine Beograda, ocenio je da je ovo „stilski ujednačen, svež album, koji konačno KKN predstavlja kao sam vrh domaćeg rokenrola, i stvaraoce jedne od najboljih rok pesmarica na srpskom [jeziku].”
Aleksandar Žikić je za Vreme napisao da „Dvostruki album (...) i uvažavanje s kojim je projekat dočekan u javnosti, predstavljaju ohrabrujuće znakove normalizacije prilika u plasmanu istinski vredne popularne muzike.”

## Spisak pesama
Na CD-izdanju nalaze se ukupno 23 pesme, dok je na LP-izdanju isti redosled pesama, ali izostaju Righteous i Ahead There.
Od albuma na kojima su pesme izvorno objavljene, sa pet pesama najzastupljeniji je album Prekidi stvarnosti, a samo sa albuma Guarda Toma! nema nijedne.

### CD 1 / ploča 1
| CD  | LP | Pesma                    | Album              | Trajanje |
| --- | -- | ------------------------ | ------------------ | -------- |
| 1.  | A1 | Šafl                     | Igračka plačka     | 2:49     |
| 2.  | A2 |                          | Igračka plačka     | 5:11     |
| 3.  | A3 | Mediteran                | Igračka plačka     | 3:34     |
| 4.  | A4 | Kafane i rokenrol        | Manifest           | 2:30     |
| 5.  | A5 | Jamajka                  | Uskoro             | 2:31     |
| 6.  | A6 | Izlazim                  |                    | 5:16     |
| 7.  | -  |                          |                    | 4:09     |
| 8.  | B1 | Najsvetliji dan          | Prekidi stvarnosti | 5:54     |
| 9.  | B2 | Polako                   | Prekidi stvarnosti | 5:57     |
| 10. | B3 | Crveni konji             | Deveti život       | 4:20     |
| 11. | B4 | Danas nebo silazi u grad | Prekidi stvarnosti | 8:26     |

### CD 2 / ploča 2
| CD  | LP | Pesma                     | Album              | Trajanje |
| --- | -- | ------------------------- | ------------------ | -------- |
| 1.  | C1 | Deveti život              | Deveti život       | 7:17     |
| 2.  | C2 | Prekidi stvarnosti        | Prekidi stvarnosti | 4:12     |
| 3.  | C3 | Kad oživimo               | Prekidi stvarnosti | 4:59     |
| 4.  | C4 | Divni dani                | Manifest           | 4:05     |
| 5.  | C5 | Svetla                    | Deveti život       | 3:38     |
| 6.  | D1 | Sve je stalo (u r'n'r)    | Volja za noć       | 5:00     |
| 7.  | D2 | Vera, nada, ljubav i stav | Volja za noć       | 3:51     |
| 8.  | D3 | Tajne letenja             | Manifest           | 3:38     |
| 9.  | D4 | Deca tame                 | Manifest           | 3:36     |
| 10. | D5 | Prekidi ponovo            | Uskoro             | 4:02     |
| 11. | D6 | Šta je sa Tibetom         | Volja za noć       | 2:23     |
| 12. | -  |                           |                    | 5:54     |

## Spoljašnje veze
- Video-spot za pesmu Tajne letenja (pristupljeno 12.5.2020)
- Video-spot za pesmu Šafl (pristupljeno 12.5.2020)